# 大連ハイテクゾーン

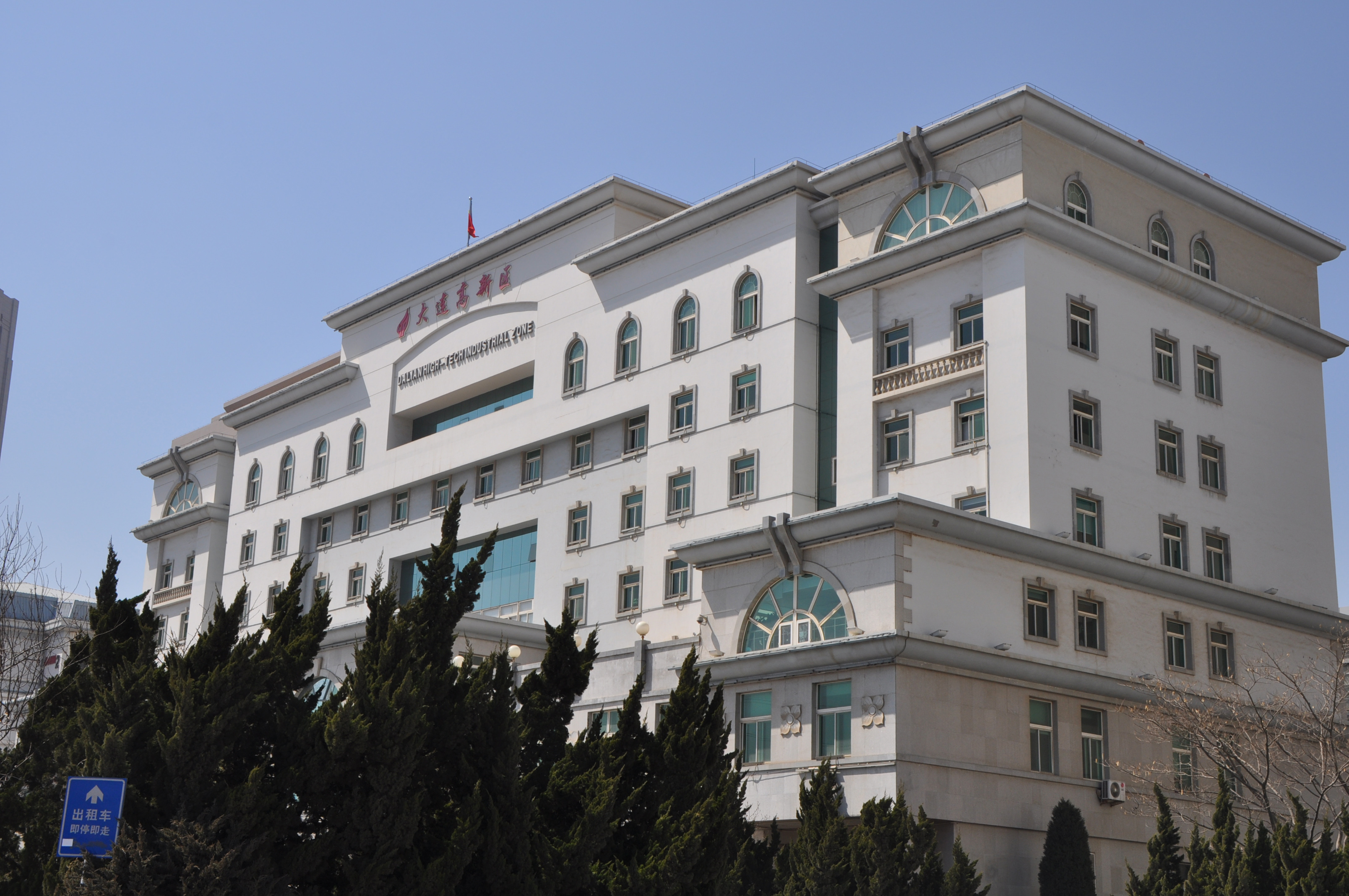
大連ハイテクゾーン管理委員会ビル

大連ハイテクゾーン （だいれんはいてくぞーん、中国語: 大连高新技术产业园区または中国語: 大连高新区、英語: Dalian Hi-tech Zone）は中国遼寧省大連市の西郊外の沙河口区・旅順口区の旅順南路・郭水公路および202路路面電車（小平島前～旅順新港は建設中）に沿った約30kmに広がる地域を指し、世界のハイテク企業・機関が集中している地帯である。

## 概要
1991年に建設が始まり、いまでは世界のハイテク企業・機関が集中している地帯で、「旅順南路ソフトウェア産業ベルト」を目指している。 

## 大連ハイテクゾーン内の園区
大連高新技術産業園区管理委員会が全体を指揮・管理していて、東から西へ次のような園区・場所があり、（狭義の）大連ハイテクゾーン・動画漫画産業基地以外は私企業が建設・誘致をしている。 

### 大連ソフトウェアパーク

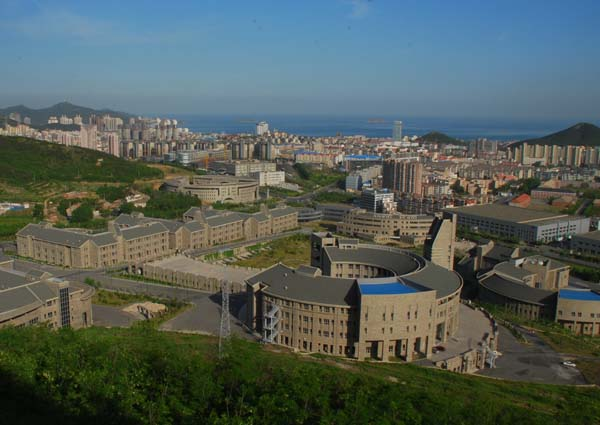
名称：大連ソフトウェアパーク

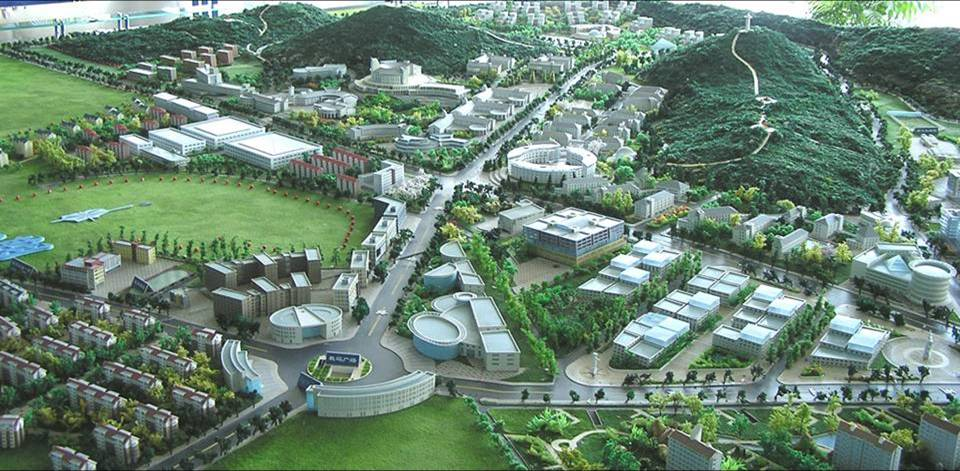
大連ソフトウェアパークの模型図

- 管理：大連ソフトウェアパーク㈱（億達グループの子会社） [4]

住所：大連市数碼広場1号
- 設立：1998年
- スペース：敷地面積は3平方キロ弱。建物は1～24号館（4、9、13-14、19-20号館は欠番）、リーススペース面積470,000平米
- 入園企業：500社

例えば、ソニー、パナソニック、ソフトバンク、IBM（大連天地ソフトウェアパークへ移動中）、HP、Genpactなど約500社
- 大連ソフトウェアパーク

### 凌水湾総部基地
現在黄海海岸を埋め立て中

### 七賢嶺現代サービス産業地区
- 名称：七賢嶺現代サービス産業地区。狭義の「大連ハイテクゾーン」。
- 管理：大連高新技術産業園区管理委員会（各ビルの建設は私企業）

住所：大連市高新技術産業園七賢嶺産業化基地高新街1号
- 設立：1991年
- スペース：2 km²
- 入園企業：800社

例えば、デル、華信 (DHC)、海輝 (Hisoft) など
なお、ここの東部は韓国の浦項総合製鉄グループが再開発中。

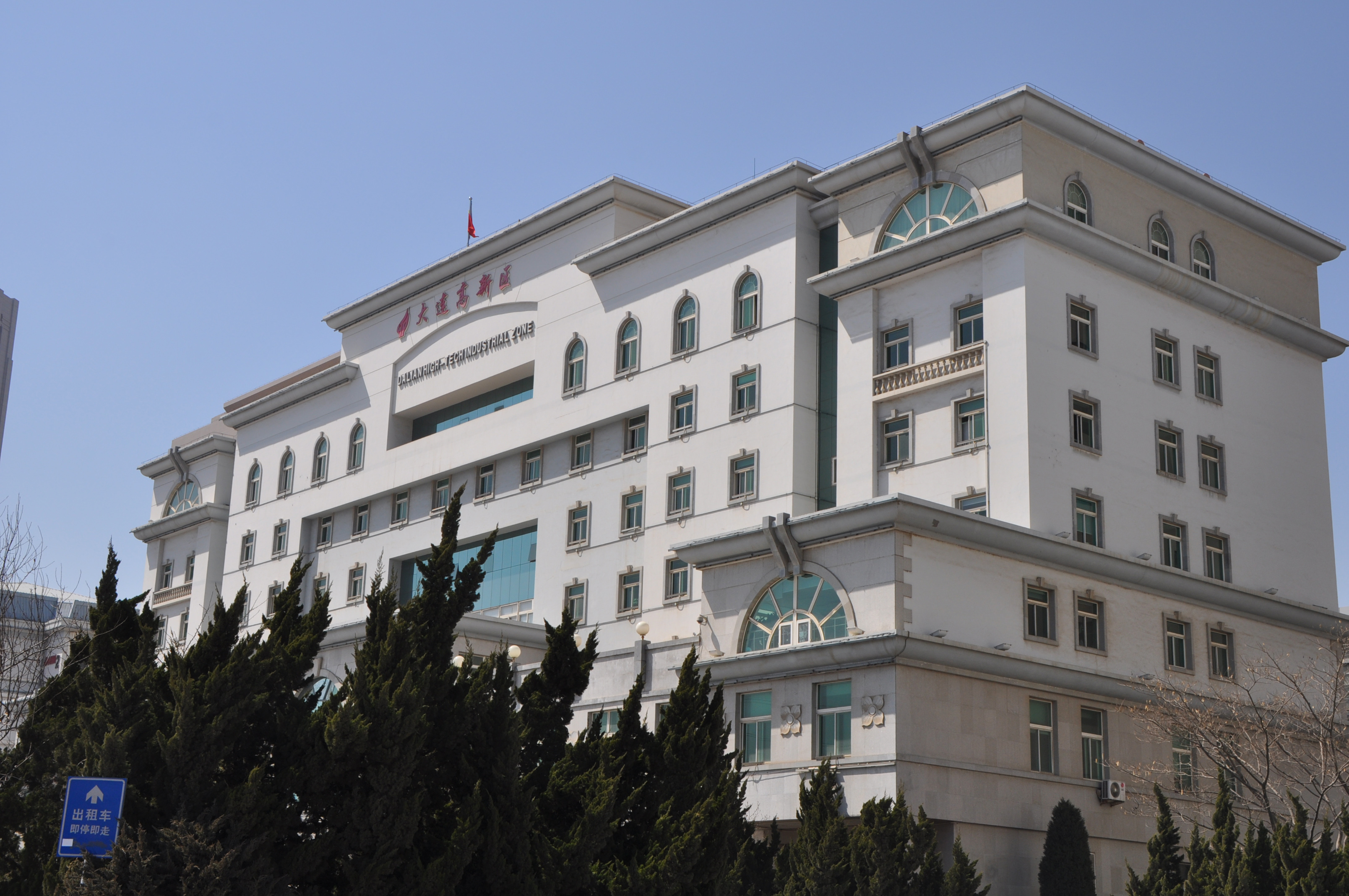
大連ハイテクゾーン管理委員会ビル

### 動画産業基地
- 管理：大連高新技術産業園区動漫游弁公室（各ビルの建設は私企業）
- 入園企業：110社

例えば、Crystal Digital Technology （中国語：水晶石数字科技）など

### 河口国際軟件園
- 管理：河口鎮政府
- 入園企業：YIDATEC（億達信息技術）

### 大連アセンダスITパーク
- 名称：大連アセンダスITパーク

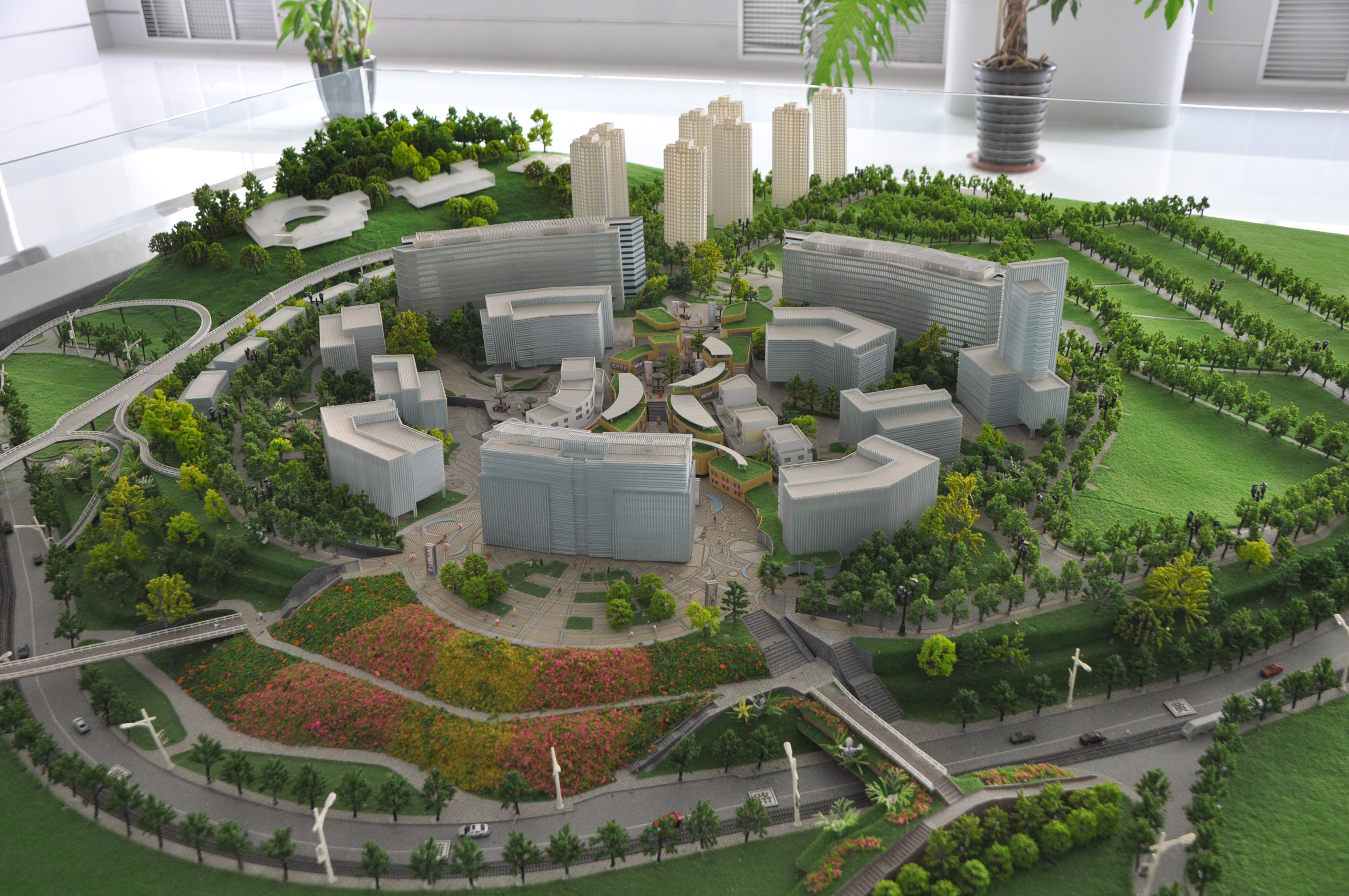
大連アセンダスITパーク。後方の1号館（右）、2号館（左、保税区）が完成。前面の3号館（市政府のオフィス用）は間もなく完成。

- 管理：大連軟件園飛騰（大連軟件園㈱とシンガポールのアセンダス社との合弁）。大連市の「旅順南路ソフトウェア産業ベルト」デモ・ルームもある。

住所：大連市数高新園区匯賢園1号
- 設立：2007年
- スペース：１号楼（100,000平米）、２号楼（100,000平米）
- 入園企業：59社

例えば、Citibank、コニカミノルタ、豊通エレクトロニクス、オムロン、Infosys  など

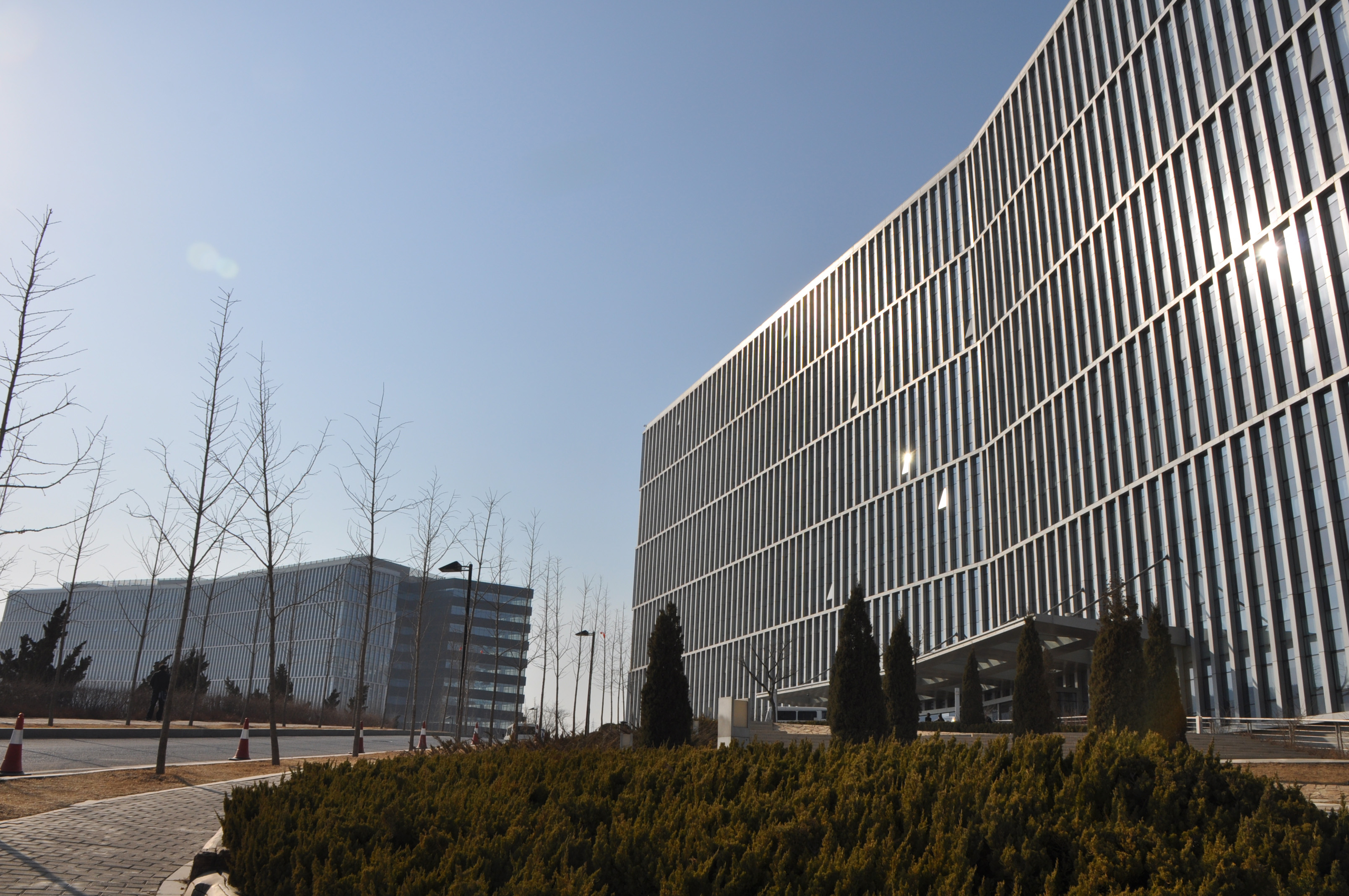
大連アセンダスITパーク（手前が1号楼、奥が2号楼）

### 東軟グループ国際軟件園
- 東軟グループ

### 大連天地ソフトウェアパーク

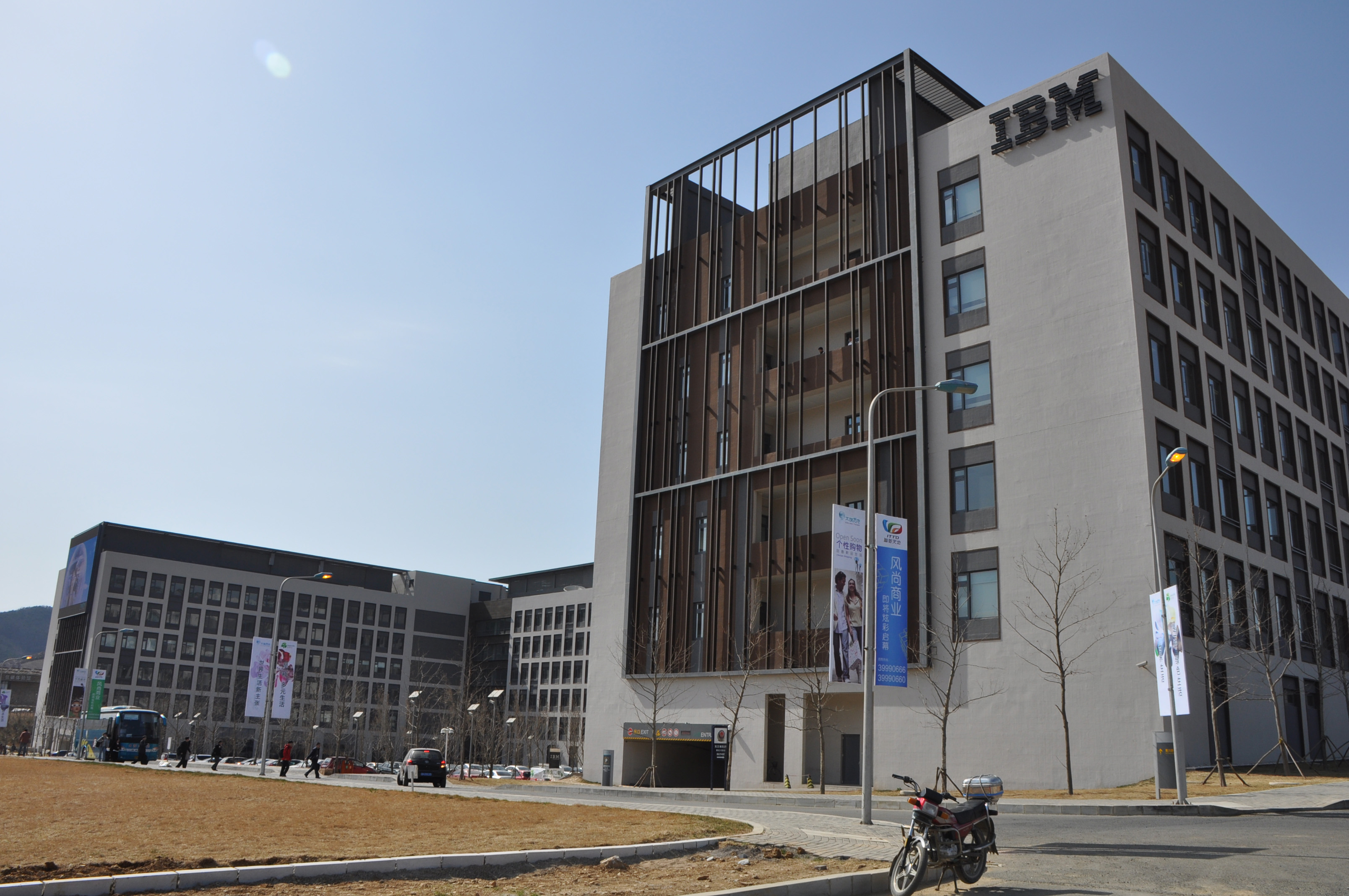
名称：大連天地ソフトウェアパーク

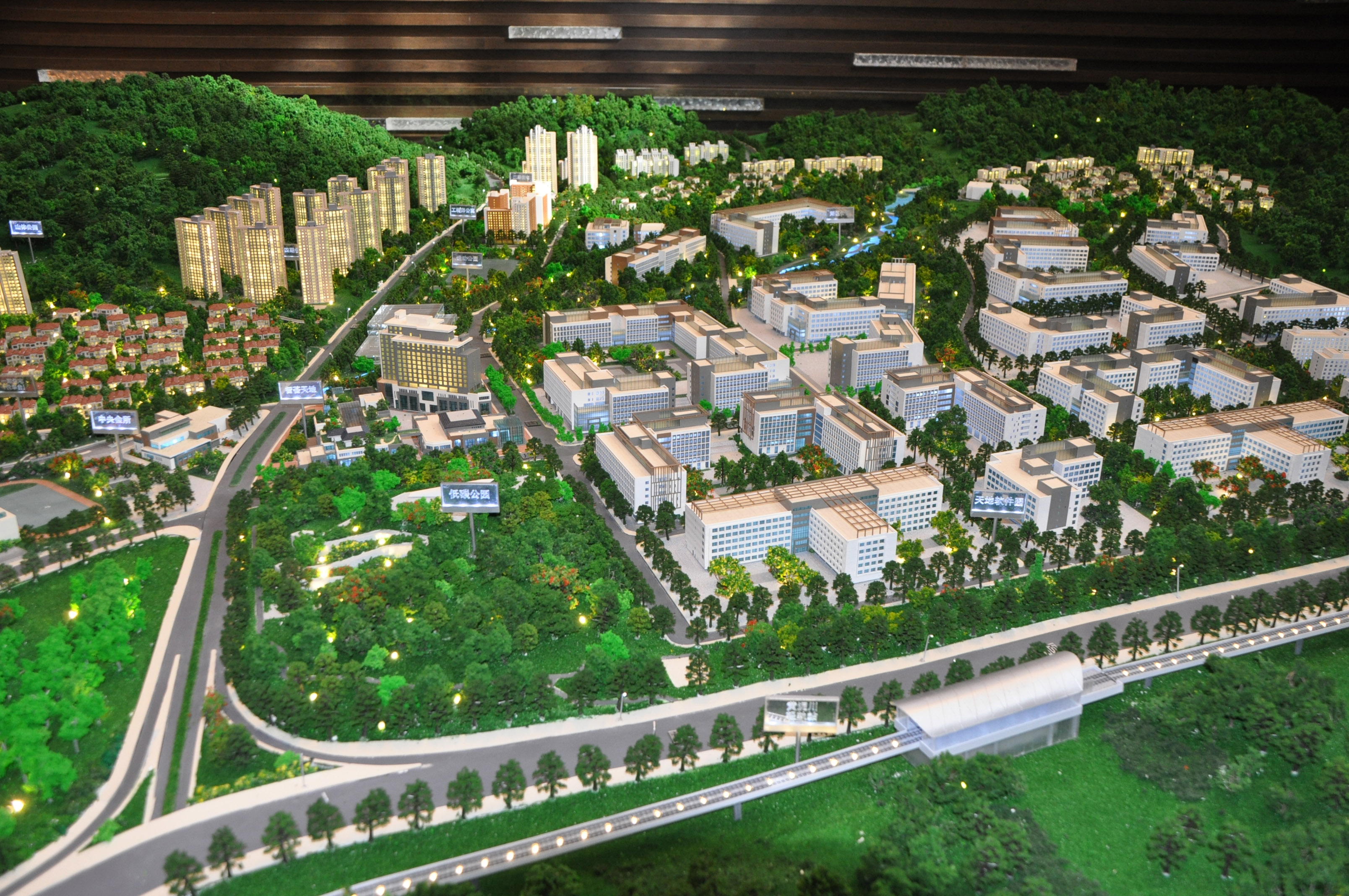
大連天地ソフトウェアパークの模型図

- 管理：大連天地（大連軟件園㈱と香港のシュイオンランドとの合弁）

住所：大連市高新園区宏川東路33号
- 設立：2010年
- スペース：金槐楼（30,000平米）
- 入園企業：13社

例えば、IBM（約3,000名が移転済み）、三井不動産、キングソフトなど
- 大連天地ソフトウェアパーク

### 英歌ソフトウェアパーク
建設中

### 龍頭テクノロジーパーク
建設中

## 交通
- 道路：G201国道（通称：旅順南路）。中山区市街の人民路にあるホテル群から大連高新技術産業園区管理委員会まで、タクシーで20分

市内バス：3路、10路、28路、531路などのバスがある
中距離バス：大連駅南口および北口から旅順まで旅順南路経由のバスがある
- 路面電車：202路（沙河口駅～小平島前）。旅順南路・郭水公路に沿って、旅順新港までの延長線を建設中。
- 大連地下鉄1号線（建設中）
- 鉄道：大連駅からタクシーで20分
- 空路：大連周水子国際空港から20分
- 海路：大連港から30分。近くの星海広場、大連海事大学前、小平島干拓地にヨットハーバーもある。

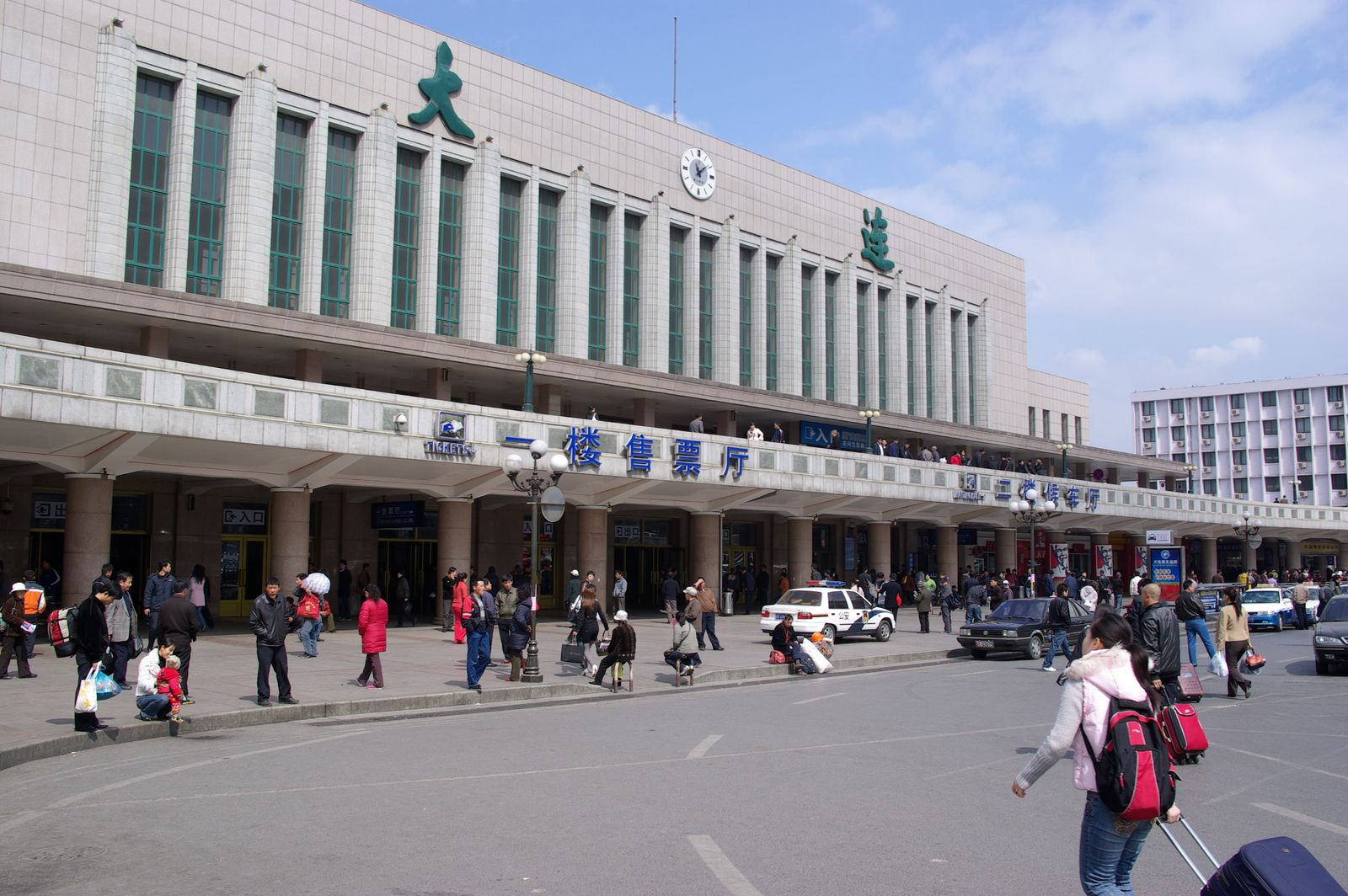
大連駅
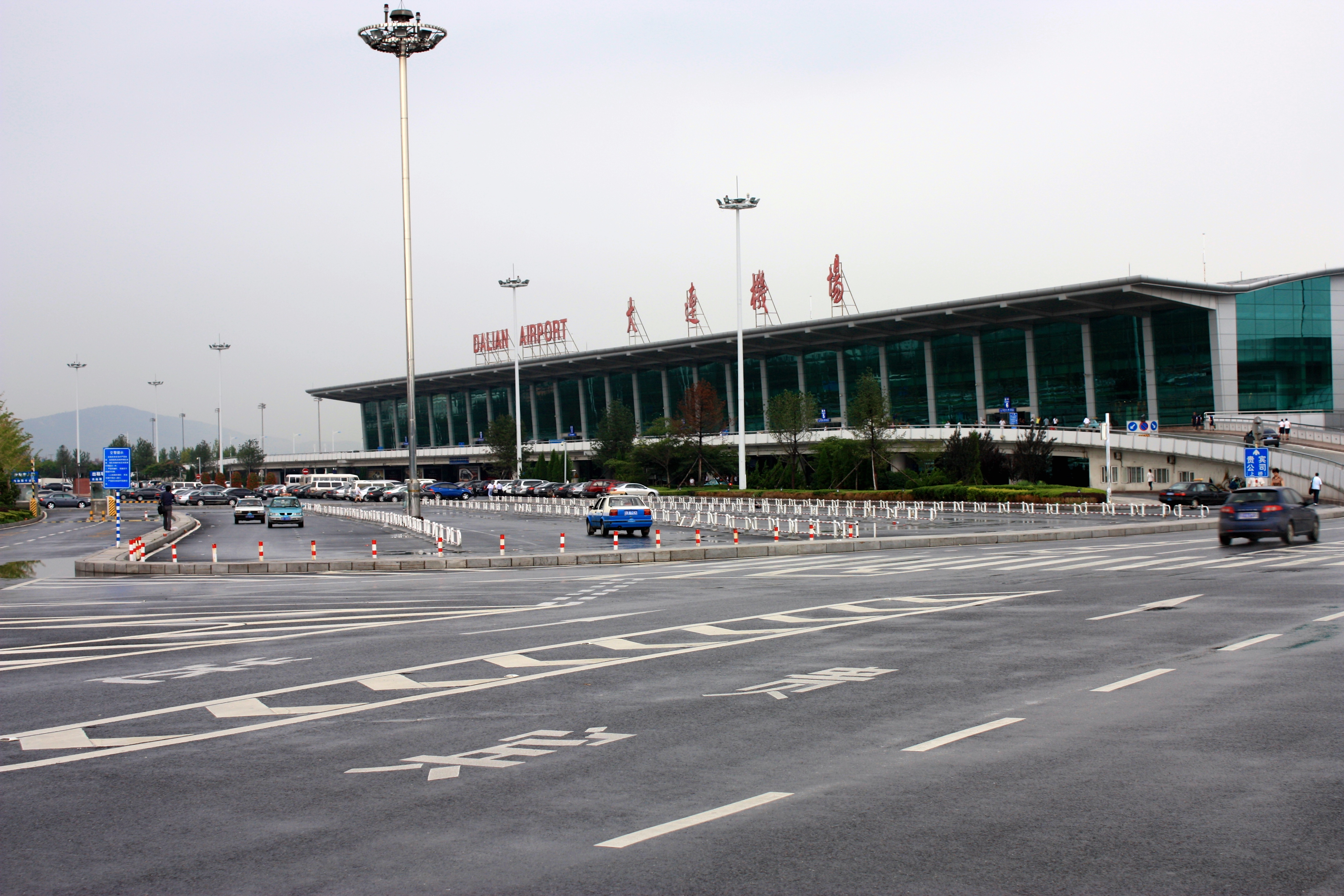
大連周水子国際空港
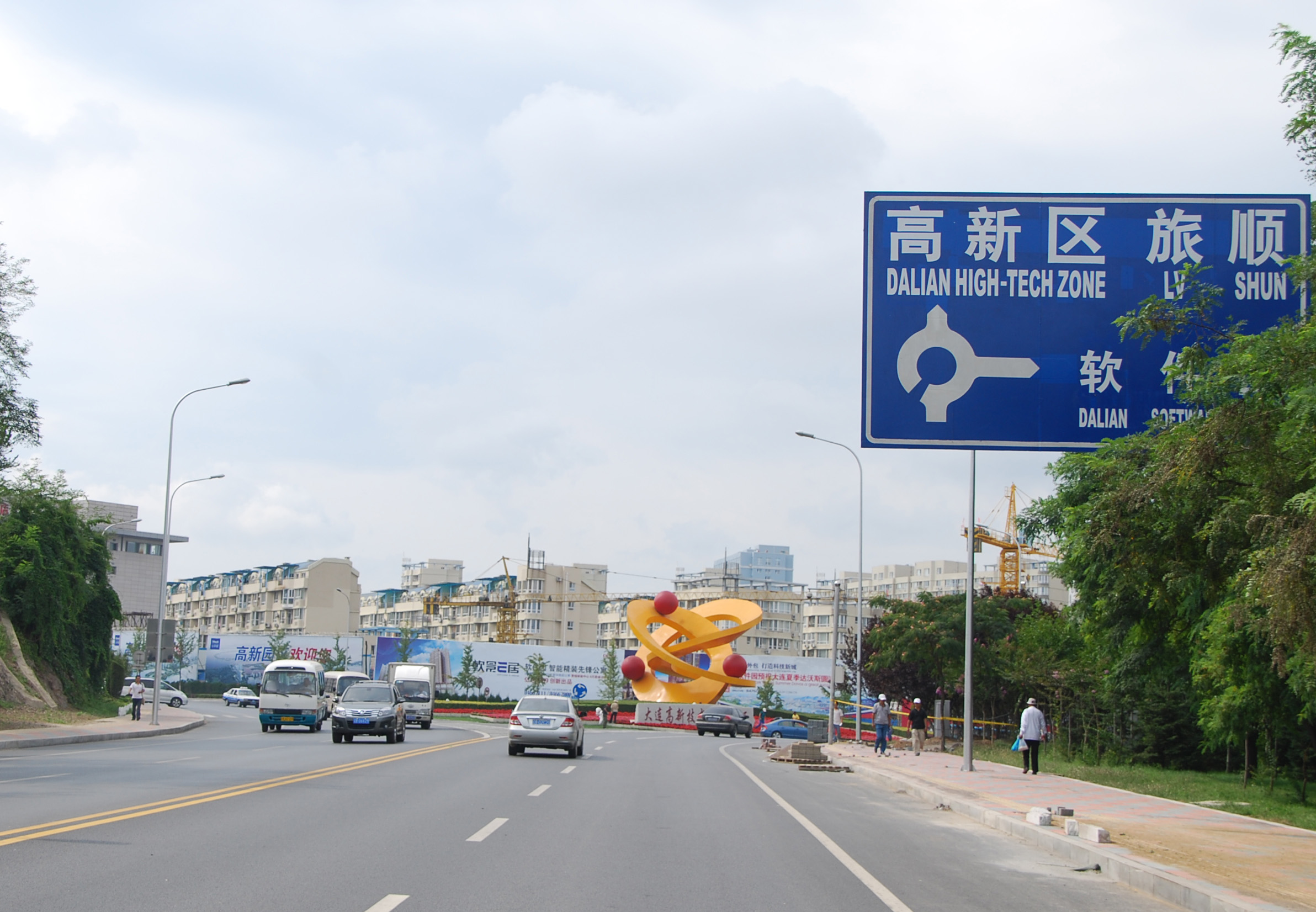
旅順南路 ＠学苑広場
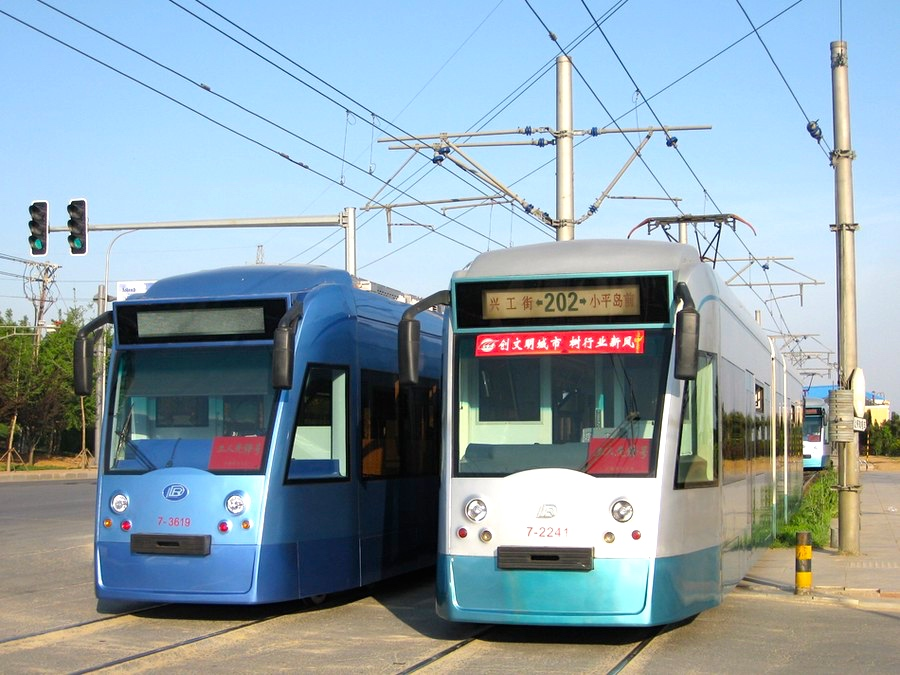
大連路面電車 - 202路

## 教育と研究
次のような教育・研究機関がある（東から西へ）。
- 中国科学院　大連化学物理研究所
- 大連海洋大学
- 東北財経大学

東北財経大学出版社
- 東軟信息学院
- 大連理工大学

大連理工大学出版社
- 大連海事大学
- 北京の 安博教育グループ （中国語: 安博教育集团）のソフトウェア・情報サービス訓練基地
- 大連外国語学院
- 大連医科大学

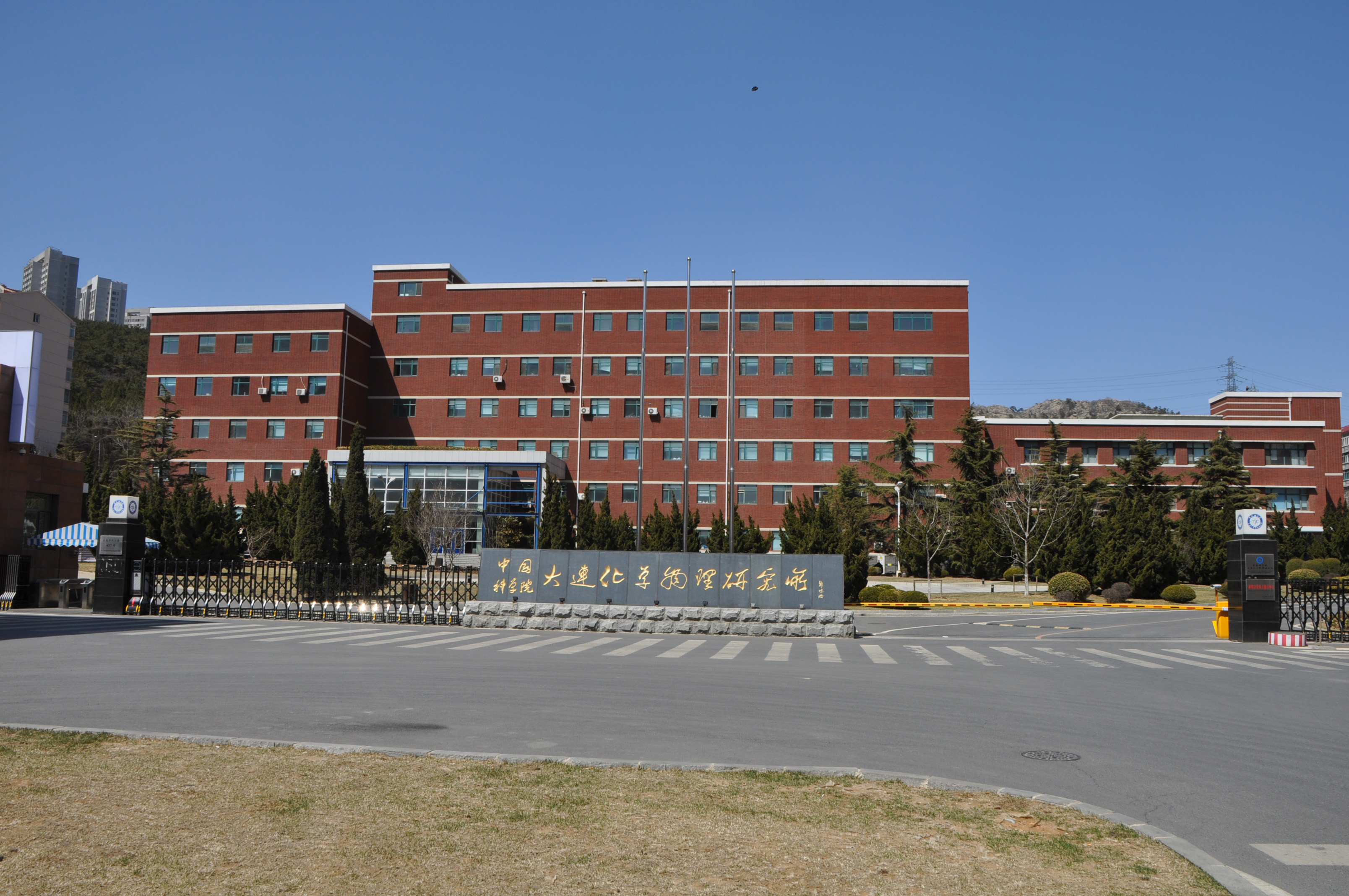
大連化学物理研究所
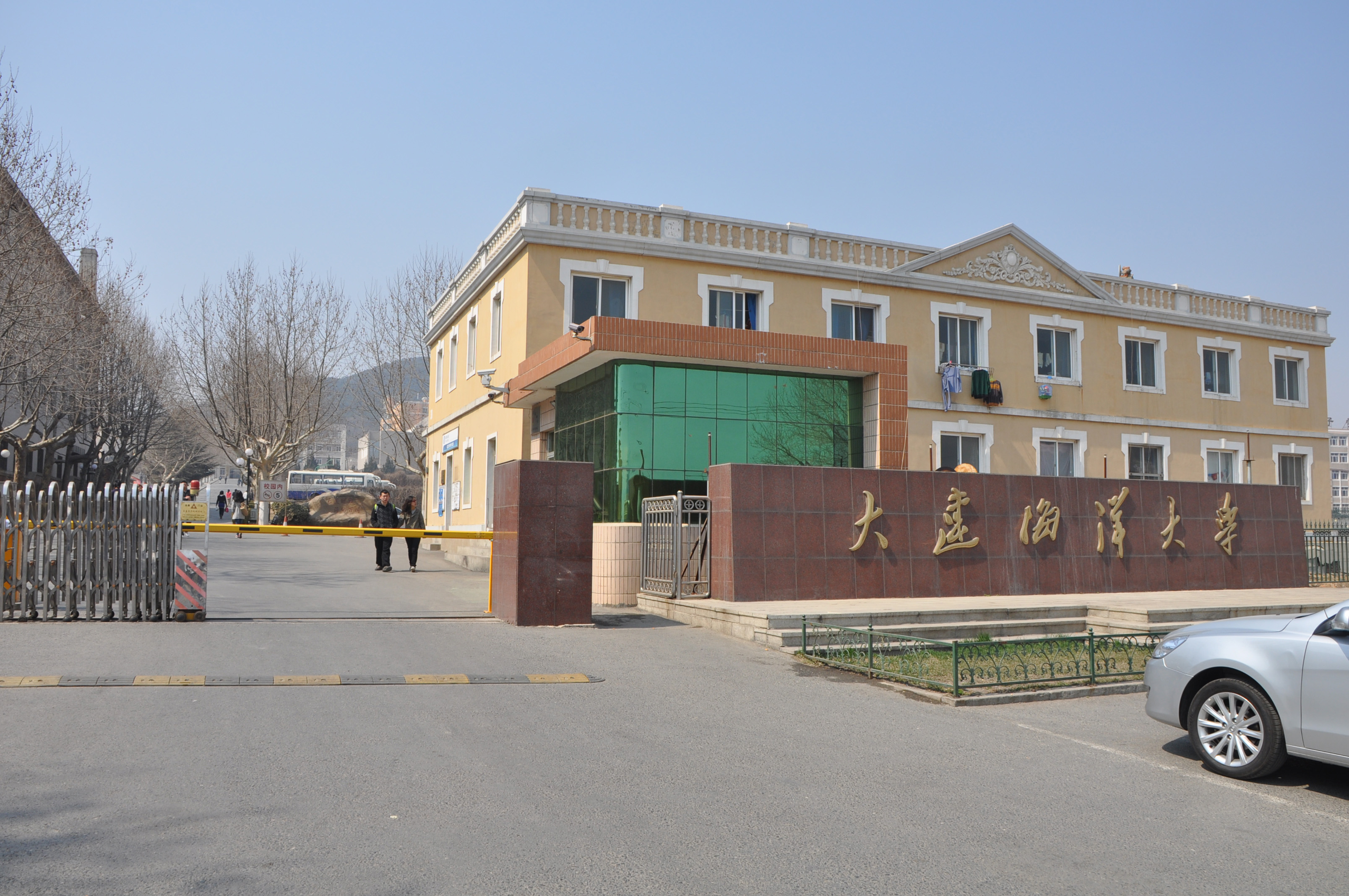
大連海洋大学
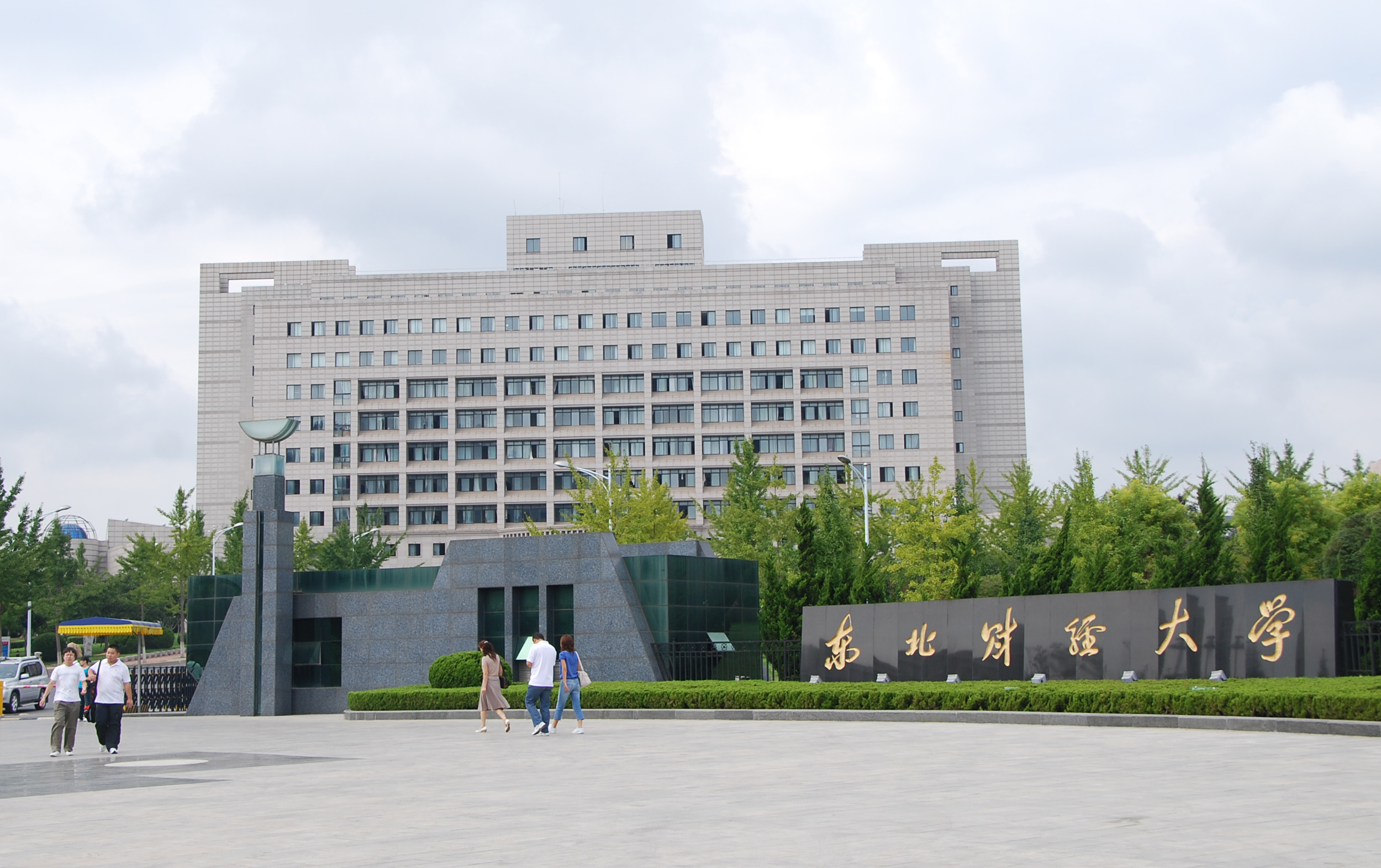
東北財経大学
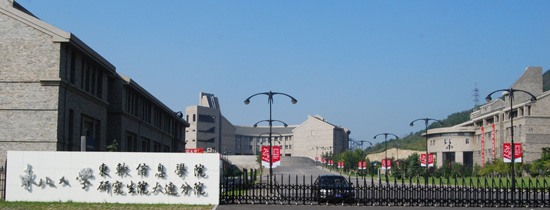
東軟信息学院
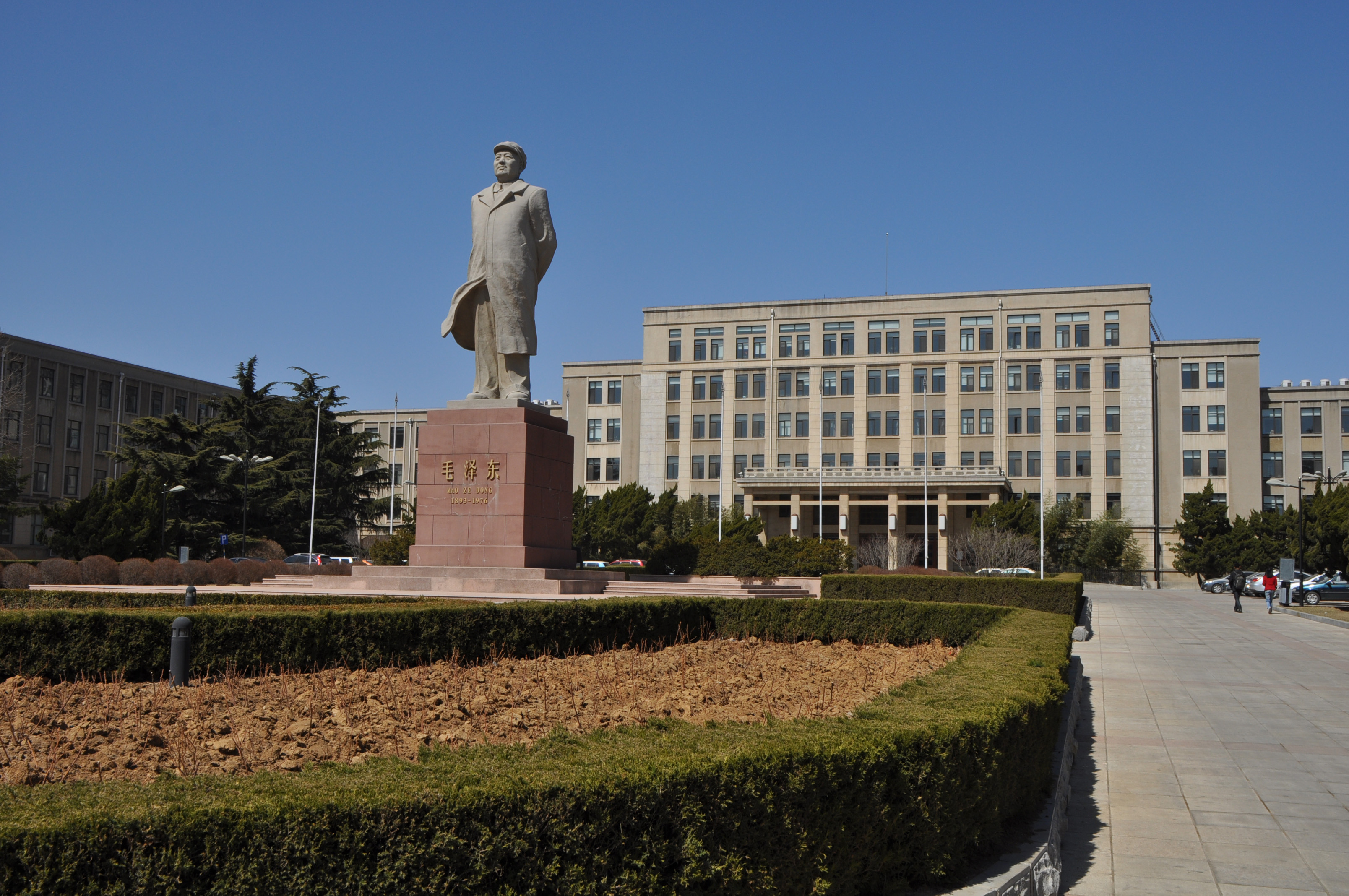
大連理工大学
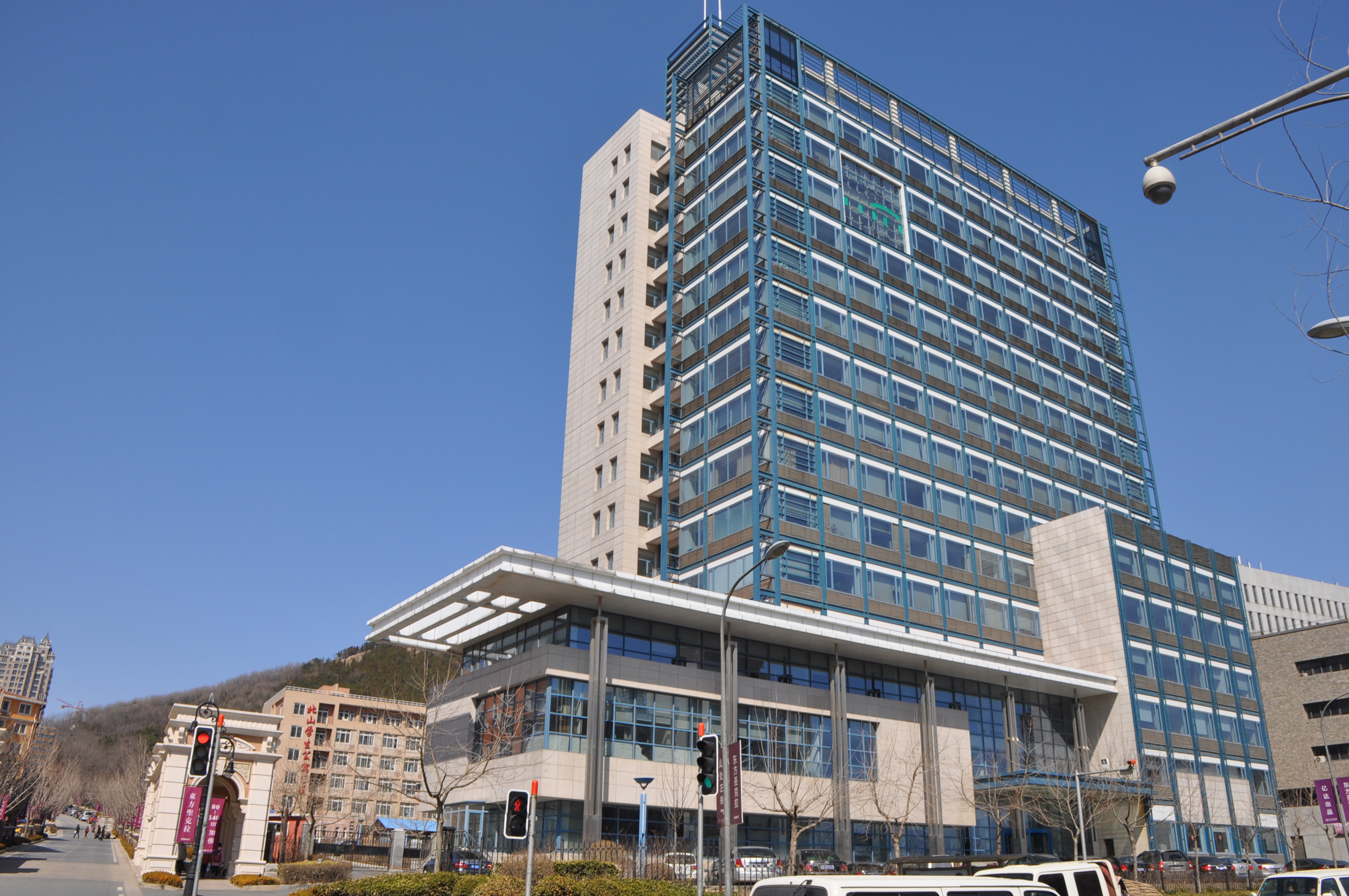
大連理工大学出版社
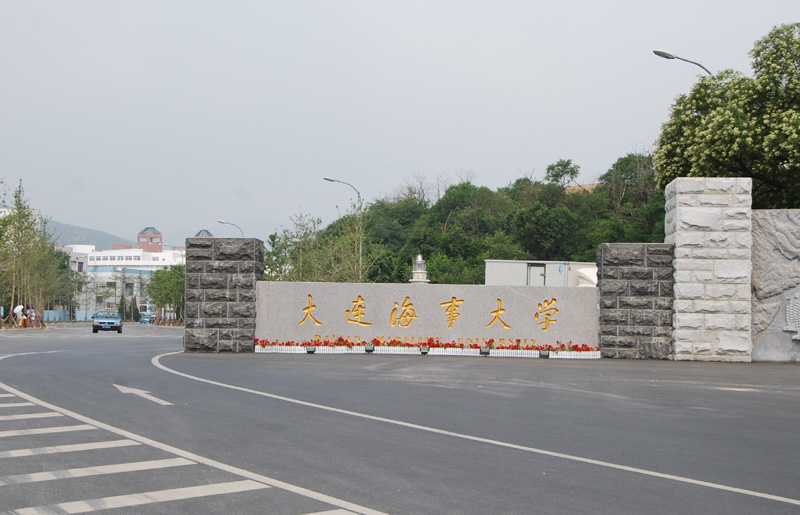
大連海事大学
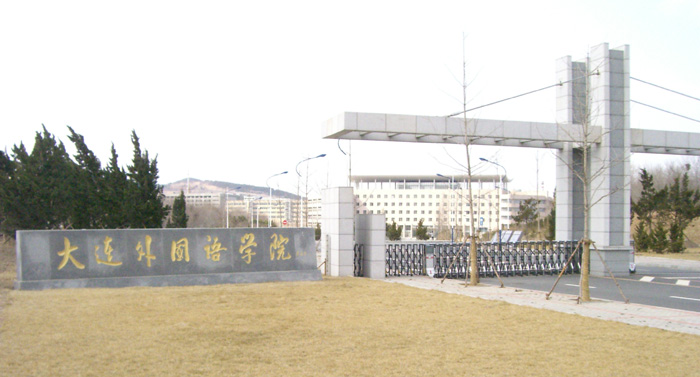
大連外国語学院
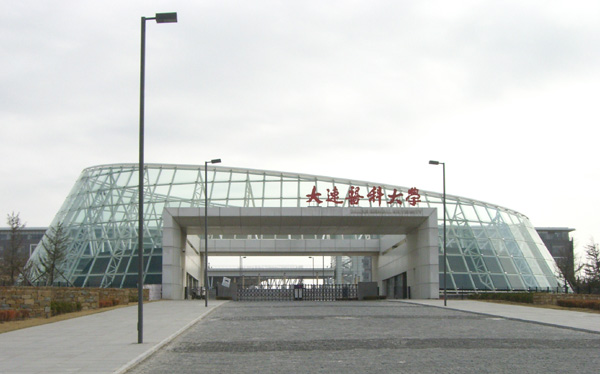
大連医科大学

## 宿泊
- ダウンタウンおよびCBD（中心業務地区＠人民路）

シャングリラ・ホテル、フラマホテル、ニューワールドホテル（新世界酒店）、九州ラマダ・ホテル、日航ホテル、ケンピンスキーホテルなど
- 中山路および大連世界金融センター（星海広場）

ロイヤルホテル（国航空大廈）、ハワードジョンソン・ホテルなど
- 大連ハイテクゾーン

スーパー8（速8酒店）、欣半島酒店など

## 住環境

### レストラン
- 多くの中華料理店（麦子大王など）
- 西洋料理店（西海岸コーヒー店など。KFC, マクドナルド、ピザハットなどのファーストフード・レストランもある)
- 日本料理店（紅葉、割烹清水など）
- 韓国・朝鮮料理店（開成、聖道など）

### カフェテリア
- 主なビルにはカフェテリアがあり、地元大連、英国、フランスのレストラン会社が経営している

### 住宅
- 高い家賃：シャングリラー、フラマ、ラマダ、日航、ケンピンスキーなどのホテルのレジデンシー
- 中程度の家賃：大連ソフトウェアパークの国際新城、旅順南路の硅谷暇日など

### 買い物
- ハイパーマート: 黒石礁にある大商グループのニューマート、数碼路にあるウォルマート、西安路にあるカルフールとマイカル (中国)

### 学校
- 幼稚園
- 双語学校（中国語・英語）
- 大連楓葉国際学校 （英語）、大連日本人学校（付家荘）、韓国人学校（ 開発区）

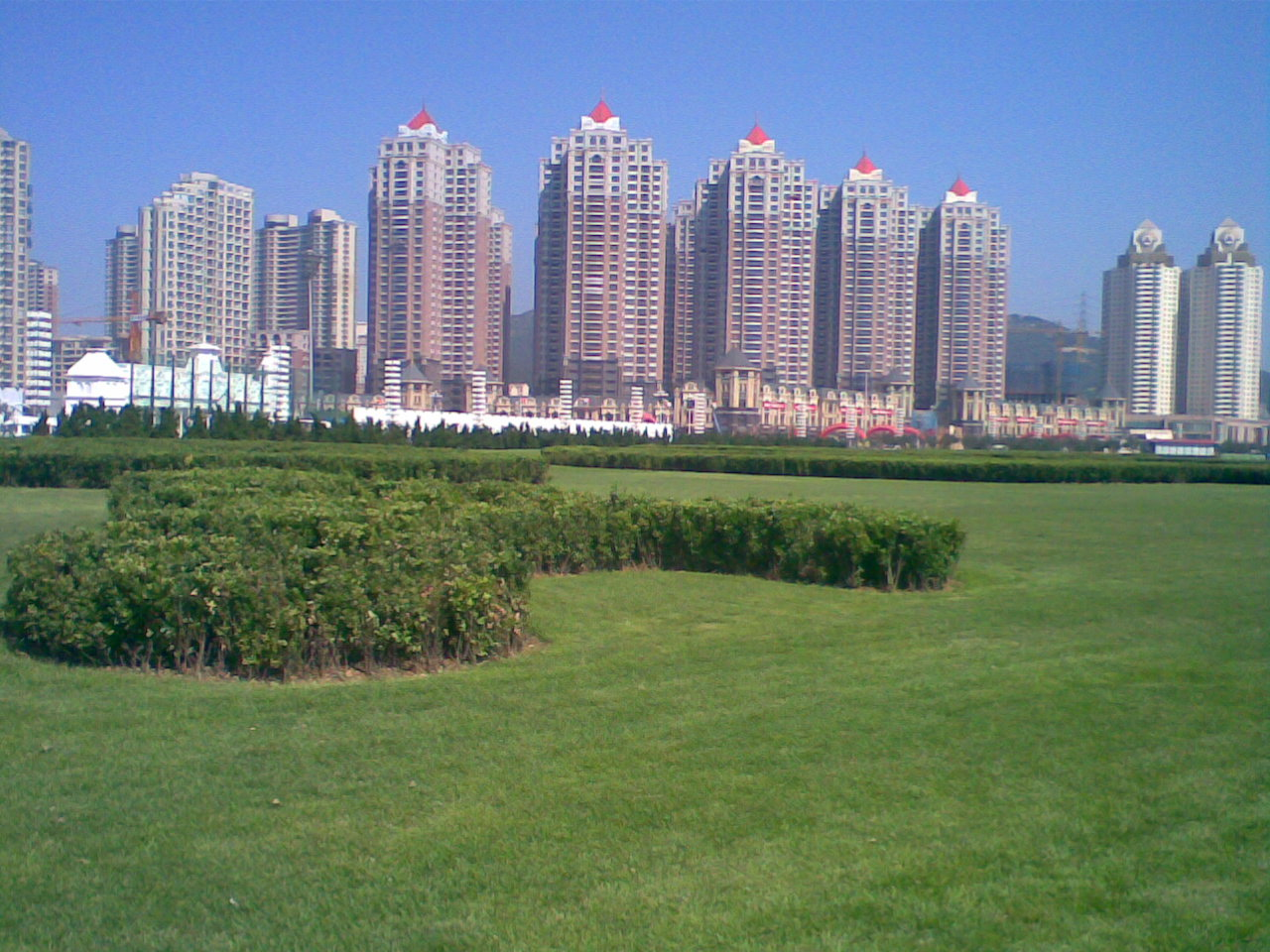
星海広場
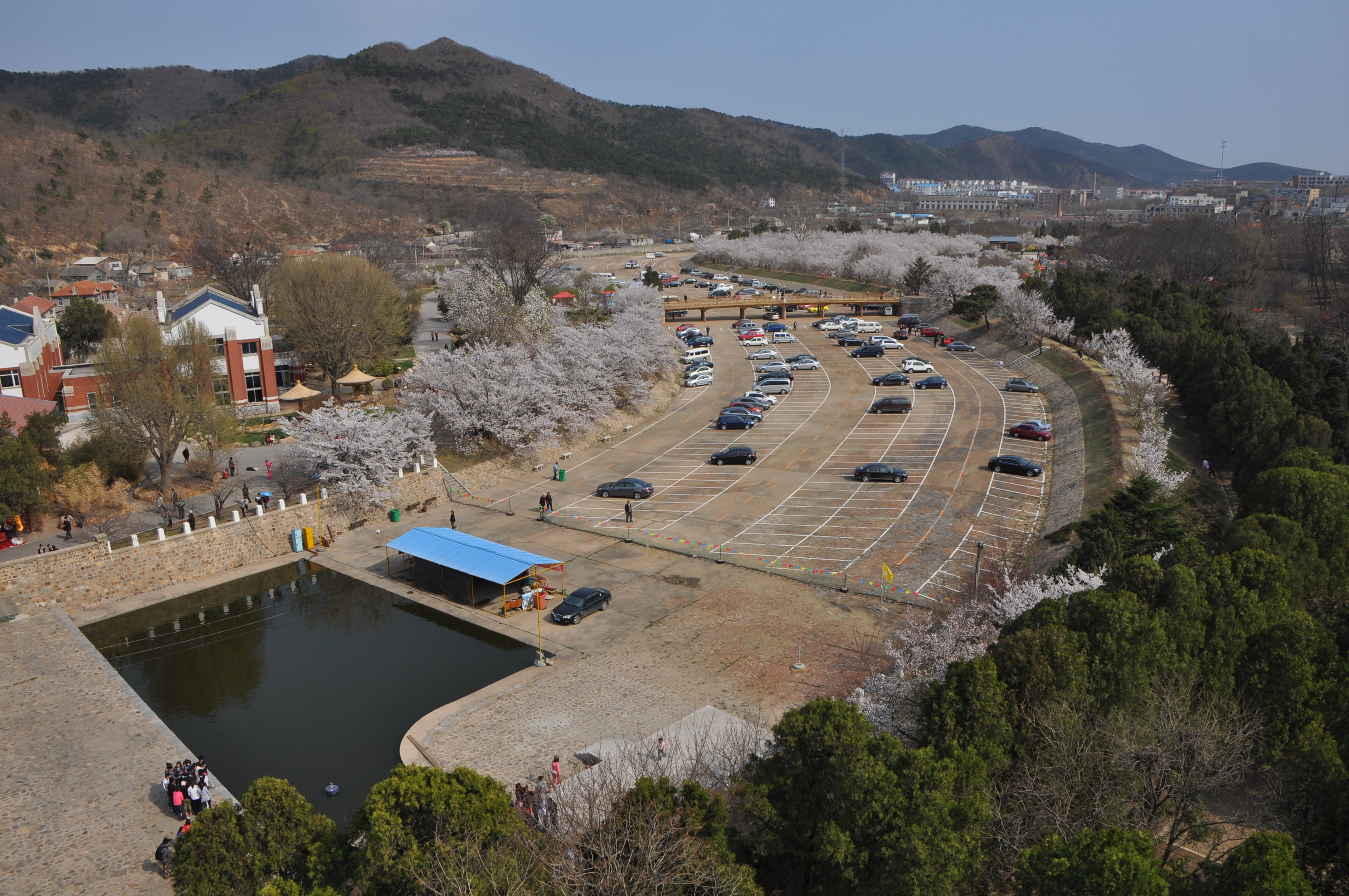
龍王塘桜花園

## 大連ハイテクゾーン以外の園区
大連市内にはこうした旅順南路沿いの「大連ハイテクゾーン」以外にも、さまざまなハイテク工業園区があり、それらもしばしば「大連ハイテクゾーン」と呼ばれている。

### 甘井子区
大連BEST City（大連生態科技創新城）は、甘井子区の旅順北路沿いに建設中 

### 金州区
大連開発区も含めた新金州区にも、DDポートなどのさまざまなハイテクゾーンが計画・実施されている。 